# قلعه داغ (قلعه نودوز)
قلعه داغ نقدوز ( به اصطلاح نودوز) مربوط به دوره ساسانیان است و در شهرستان اهر، روستای نقدوز واقع شده و این اثر در تاریخ ۲۵ اسفند ۱۳۴۵ با شمارهٔ ثبت ۶۲۸ به‌عنوان یکی از آثار ملی ایران به ثبت رسیده است.